# Robert Walker
Robert Walker (Salt Lake City, Utah; 13 de octubre de 1918-Los Ángeles, California; 28 de agosto de 1951) fue un actor estadounidense, protagonista de Extraños en un tren (1951), de Alfred Hitchcock, estrenada poco antes de su muerte.
Comenzó en su juventud, interpretando frecuentemente soldados en la Segunda Guerra Mundial. En uno de estos papeles actuaba junto a su primera esposa Jennifer Jones, en la epopeya bélica Since You Went Away (1944). También interpretó a Jerome Kern en Till the Clouds Roll By. Dos veces divorciado en los 30, padeció de alcoholismo y enfermedad mental, que se exacerbaron por el dolor y el divorcio de Jones.

## Carrera y vida personal

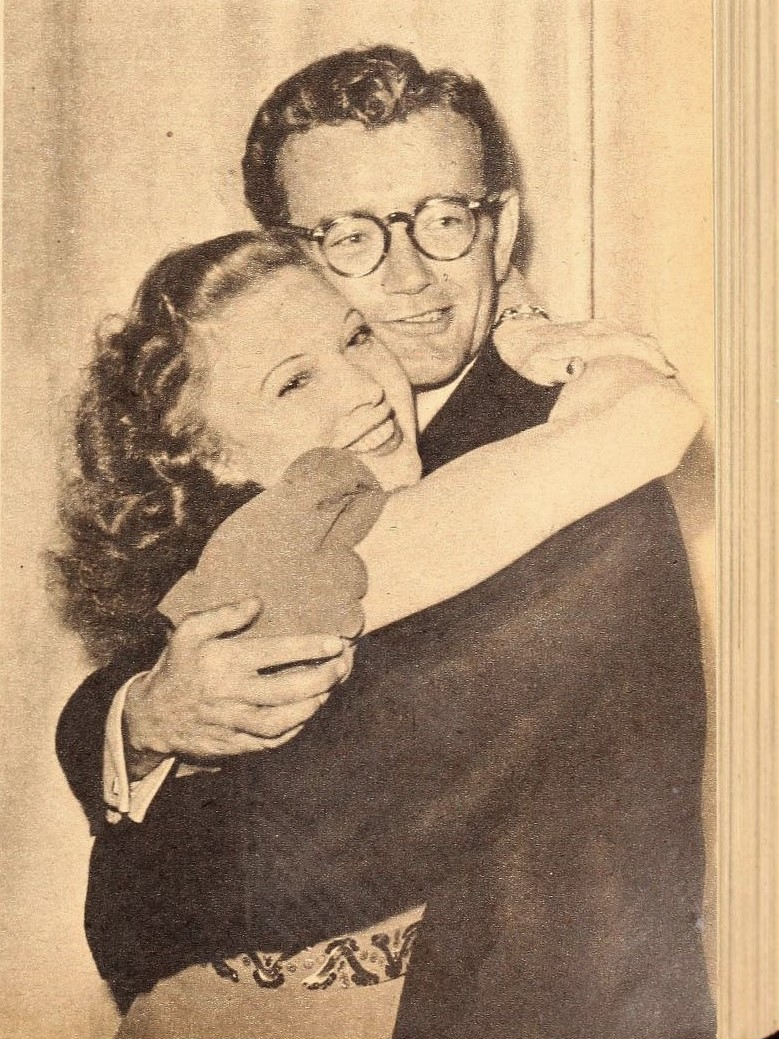
La actriz de radio Lurene Tuttle en un gran abrazo con Robert Walker, 1946

Emocionalmente afectado por el divorcio de sus padres cuando era niño, subsecuentemente desarrollo interés en la actuación, para lo que recibió el apoyo de su tía materna Hortensa McQuarrie Odlum (cuando el presidente de Bonwit Teller) le ofreció pagar sus estudios en the American Academy of Dramatic Arts en la ciudad de New York en 1937. Walter vivió en su casa durante el primer año en la ciudad.
Mientras acudía a la Academia de Arte Dramático, conoció a la aspirante de actriz Phylis Isley que más tarde cambiaría su nombre a Jennifer Jones. Después de un breve noviazgo, la pareja se casó en Tulsa, Oklahoma el 2 de enero de 1939. Había tenido un pequeño papel en la película Winter Carnival (1939) y en dos películas de Lana Turner en MGM, These Glamour Girls (1939) y Dancing Co-Ed (1939). 
Comenzó su carrera con un pequeño papel en la película Winter Carnival (1939) con Ann Sheridan, y sus títulos más importantes son Bataan (1943), Thirty Seconds Over Tokyo (1944) y Extraños en un tren (1951), de Alfred Hitchcock.

### Radio
Walker encontró trabajo en la radio mientras Phylis se quedaba en casa dándole dos hijos muy seguidos el actor Robert Walker J. (1940-2019) y Michael Walker (1941-2007)
Fue coprotagonista en el show semanal El Diario de Manudie de agosto de 1941 hasta septiembre de 1942. Phylis regresó para audicionar teniendo muy buena suerte cuando fue descubierta en 1941 por el productor David O. Selznick, quien cambió su nombre a Jennifer Jones y cambiando su peinado para el estrellato.

### MGM
Dorothy Patrick y Walker en Till the Clouds Roll By (1946). La pareja regresó a Hollywood y por contactos de Selznick lo ayudaron a tener un contrato seguro con Metro-Gldwyn-Mayer en donde inició trabajando con un drama bélico Bataan (1943) interpretando a un soldado que combate en la retirada de Bataan.
Siguió siendo actor de reparto en Madame Curie (1943). Ambos fueron notables éxitos comerciales.

### Estrellato
La actitud encantadora de Walker y la buena apariencia juvenil alcanzaron a las audiencias, y fue promovido al estrellato con la parte del título como el soldado "chico de al lado" en See Here, Private Hargrove (1944).
También apareció en Since You Went Away (1944) de Selznick, en la que él y su esposa interpretaron a jóvenes amantes condenados durante la Segunda Guerra Mundial. Para entonces, el romance de Jones con Selznick era de conocimiento general, y Jones y Walker se separaron en noviembre de 1943, a mitad de la producción. El rodaje de sus escenas de amor fue tortuoso, ya que Selznick insistió en que Walker interpretara cada escena de amor con Jones. Ella solicitó el divorcio en abril de 1945. Desde que te fuiste fue una de las películas más populares de 1944, ganando más de 7 millones de dólares de la época.
De vuelta en MGM, Walker apoyó a Spencer Tracy y Van Johnson en Thirty Seconds Over Tokyo (1944), la historia de la incursión aérea de Doolittle. Interpretó al ingeniero de vuelo y el artillero de torreta David Thatcher, y fue otro éxito de taquilla.
Walker interpretó a un GI que se preparaba para el despliegue en el extranjero en The Clock, con Judy Garland interpretando su interés amoroso en su primera película dramática. Fue rentable aunque no tan exitoso como los musicales de Garland.
Luego hizo una comedia romántica con Hedy Lamarr y June Allyson, Her Highness and the Bellboy (1945). Luego hizo una segunda película de Hargrove, What Next, Corporal Hargrove? (1945) y una comedia romántica con June Allyson, The Sailor Takes a Wife (1945).
Todas estas películas fueron muy populares. En 1946, Walker protagonizó el musical Till the Clouds Roll By, en el que interpretó al popular compositor Jerome Kern, que ganó más de 6 millones de dólares.
Interpretó a otro compositor, Johannes Brahms, en Song of Love (1947), que coprotagonizó con Katharine Hepburn y Paul Henreid, no tan bien recibida por el público y con una pérdida para MGM por más de un millón de dólares. Mientras tanto, hizo una película sobre la construcción de la bomba atómica, The Beginning or the End (1946) y un drama de Tracy-Hepburn dirigido por Elia Kazan, The Sea of Grass (1947), que fue rentable. 
En 1948, Universal tomó prestado a Walker para protagonizar junto a Ava Gardner en la película One Touch of Venus, dirigida por William A. Seiter. La película era una comedia no musical adaptada de un espectáculo de Broadway con música de Kurt Weill. Se casó con Barbara Ford, la hija del director John Ford, en julio de 1948, pero el matrimonio duró solo cinco meses.
De vuelta en MGM estuvo en algunas películas que perdieron dinero, Please Believe Me (1950) con Deborah Kerr y The Skipper Surprised His Wife (1950) con Joan Leslie. Más popular fue un western con Burt Lancaster, Vengeance Valley (1951), un éxito notable.

### Años finales
Walker pasó un tiempo en la clínica Menninger en 1949, donde fue tratado por un trastorno psiquiátrico de tipo ansioso/depresivo. Después de su baja en su carrera, fue lanzado por el director Alfred Hitchcock en Strangers on a Train (1951). La película fue un éxito notable y muy popular.
En su última película, Walker protagonizó a las órdenes de Leo McCarey Mi hijo John (1952), realizado a la altura de la amenaza roja. A pesar de los temas anticomunistas de la película, Walker supuestamente no era ni liberal ni conservador y aceptó el trabajo para trabajar con McCarey y su coprotagonista Helen Hayes. Walker murió antes de que terminara la producción, por lo que los ángulos de su escena de muerte en Strangers fueron empalmados en una escena de muerte melodramática similar cerca del final de la película. 

## Muerte
En la noche del 28 de agosto de 1951, el ama de llaves de Walker supuestamente encontró al actor en un estado emocional. Llamó al psiquiatra de Walker que llegó y le administró amobarbital para la sedación. Al parecer, Walker había estado bebiendo antes del arrebato descontrolado, y se cree que la combinación de amobarbital y alcohol hizo que perdiera el conocimiento y dejara de respirar. Los esfuerzos para reanimar a Walker fracasaron. La pérdida de un joven actor de Hollywood tan prometedor se lamentó ampliamente.
En su biografía de Walker y Jones, Star-Crossed, la autora Beverly Linet cita al amigo de Walker, Jim Henaghan, quien no fue mencionado en los relatos oficiales de la muerte de Walker, diciendo que estaba presente en el momento de los eventos que llevaron a la muerte de Walker. Henaghan dijo que se detuvo en la casa de Walker, donde jugaban a las cartas y Walker se estaba comportando normalmente. El psiquiatra de Walker llegó e insistió en que recibiera una inyección. Cuando Walker se negó, Henaghan lo sujetó para que el médico la administrara. Walker pronto perdió el conocimiento y los frenéticos esfuerzos por reanimarlo fracasaron. Nunca se realizó una investigación judicial por las autoridades relacionada con las circunstancias de este fallecimiento.
Walker fue sepultado en el parque memorial de Washington Heights en Lindquist en Ogden, Utah.

## Filmografía
- 1939: Winter Carnival
- 1939: These Glamour Girls
- 1939: Dancing Co-Ed
- 1943: Madame Curie
- 1943: Bataan
- 1944: See Here, Private Hargrove
- 1944: Since You Went Away
- 1944: Thirty Seconds Over Tokyo
- 1945: The Clock
- 1945: Her Highness and the Bellboy
- 1945: What Next, Corporal Hargrove?
- 1947: The Sea of Grass
- 1947: Song of Love
- 1948: Arthur Takes Over
- 1948: One Touch of Venus
- 1948: Miraculous Journey
- 1949: My Own True Love
- 1949: Law of the Barbary Coast
- 1949: Black Midnight
- 1950: Military Academy with That Tenth Avenue Gang
- 1950: Please Believe Me
- 1950: The Skipper Surprised His Wife
- 1951: Vengeance Valley
- 1951: Strangers on a Train
- 1952: My Son John